# Bambusa pachinensis
Bambusa pachinensis är en gräsart som beskrevs av Bunzo Hayata. Bambusa pachinensis ingår i släktet Bambusa och familjen gräs. Inga underarter finns listade i Catalogue of Life.